# La Española
La Española (en criollo haitiano, Ispayola; y en francés, Hispaniola) o Santo Domingo es una isla de América ubicada en el mar Caribe, que acoge a dos Estados soberanos: Haití (37 % de la superficie) y la República Dominicana (63 % de la superficie). Ubicada entre las islas de Cuba y Jamaica, al oeste, y la de Puerto Rico, al este, es la segunda isla por extensión del archipiélago de las Antillas Mayores. La Española fue el primer territorio español en el Nuevo Mundo, tras ser descubierta por Cristóbal Colón en su primer viaje en 1492. La isla presenta una dualidad notoria a nivel económico, cultural, étnico y ecológico entre sus mitades oriental y occidental.
Por superficie es la 22.ª mayor isla del mundo, además de la décima más poblada del mundo y la más poblada de América.

## Toponimia

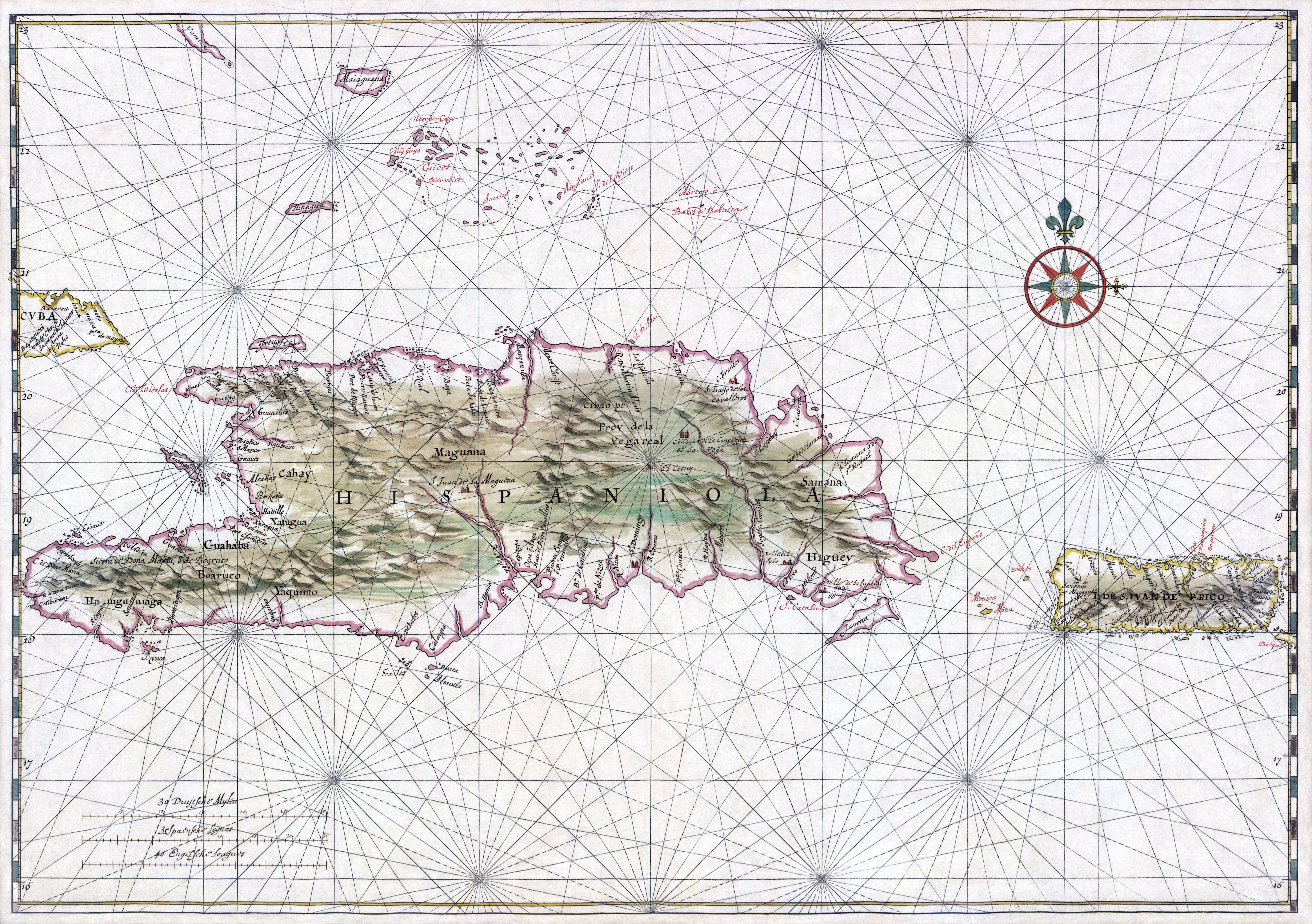
Carta náutica de La Española y Puerto Rico (circa 1639)

Existen varios nombres con los que la isla caribeña fue conocida supuestamente por sus habitantes prehispánicos, los amerindios taínos. Los primeros cronistas dan varios nombres para la isla, como Haití, Bohío y Quisqueya, posiblemente usados por los nativos de distintas partes de la isla, aunque se han planteado dudas sobre Quisqueya. Otros nombres que se han mencionado, como Baneque o Babeque, posiblemente corresponden a otras islas. Colón la llamó la isla Española, que Bartolomé de las Casas y Pedro Mártir de Anglería popularizaron en su forma en latín Hispaniola, que según Mártir significa España en diminutivo.
Gonzalo Fernández de Oviedo y Bartolomé de las Casas documentaron que la isla fue llamada Haití (tierra montañosa) por los taínos. Anglería añadió otro nombre, Quizqueia (con el significado de «madre de todas las tierras»), pero más tarde investigaciones demostraron que la palabra no parece derivar de la lengua arahuaca, que es la lengua taína. Aunque el uso de Haití por los taínos fue verificado y el nombre fue utilizado por los tres historiadores, la evidencia sugiere que probablemente no era el nombre taíno de la isla, sino que Haití era la denominación específica de una región localizada en el noreste de la isla (actualmente conocida como Los Haitises).
En el mapa más antiguo documentado de la isla, creado por Andrés de Morales, esa región se denomina Montes de Haití. Todo apunta a que la tendencia a denominar a toda la isla como «Haití» se inició con Bartolomé de las Casas.
Hacia el fin de sus respectivos períodos coloniales, la parte francesa de La Española era una colonia de Francia; la parte española de Santo Domingo era una provincia integral del Reino de España con representación en las Cortes de Cádiz y así lo estipulaba el artículo 10 de la Constitución de Cádiz.
El nombre Haití fue adoptado por el revolucionario haitiano Jean-Jacques Dessalines como nombre oficial después de la independencia de Saint-Domingue, como un tributo a los antecesores indígenas. Quisqueya (de Quizqueia) se utiliza para referirse a la República Dominicana.
En 1933, la Junta Geográfica de Estados Unidos decidió, por medio de su Sexto Informe, que la isla completa sería llamada: Hispaniola. El nombre se extendió debido a la gran profusión que tuvo por los mapas anglosajones.
Sin embargo, las locuciones Saint-Domingue y Santo Domingo todavía se aplican a toda la isla. La Constitución de la República Dominicana, en el artículo 9, denomina a la isla como isla de Santo Domingo.

## Historia

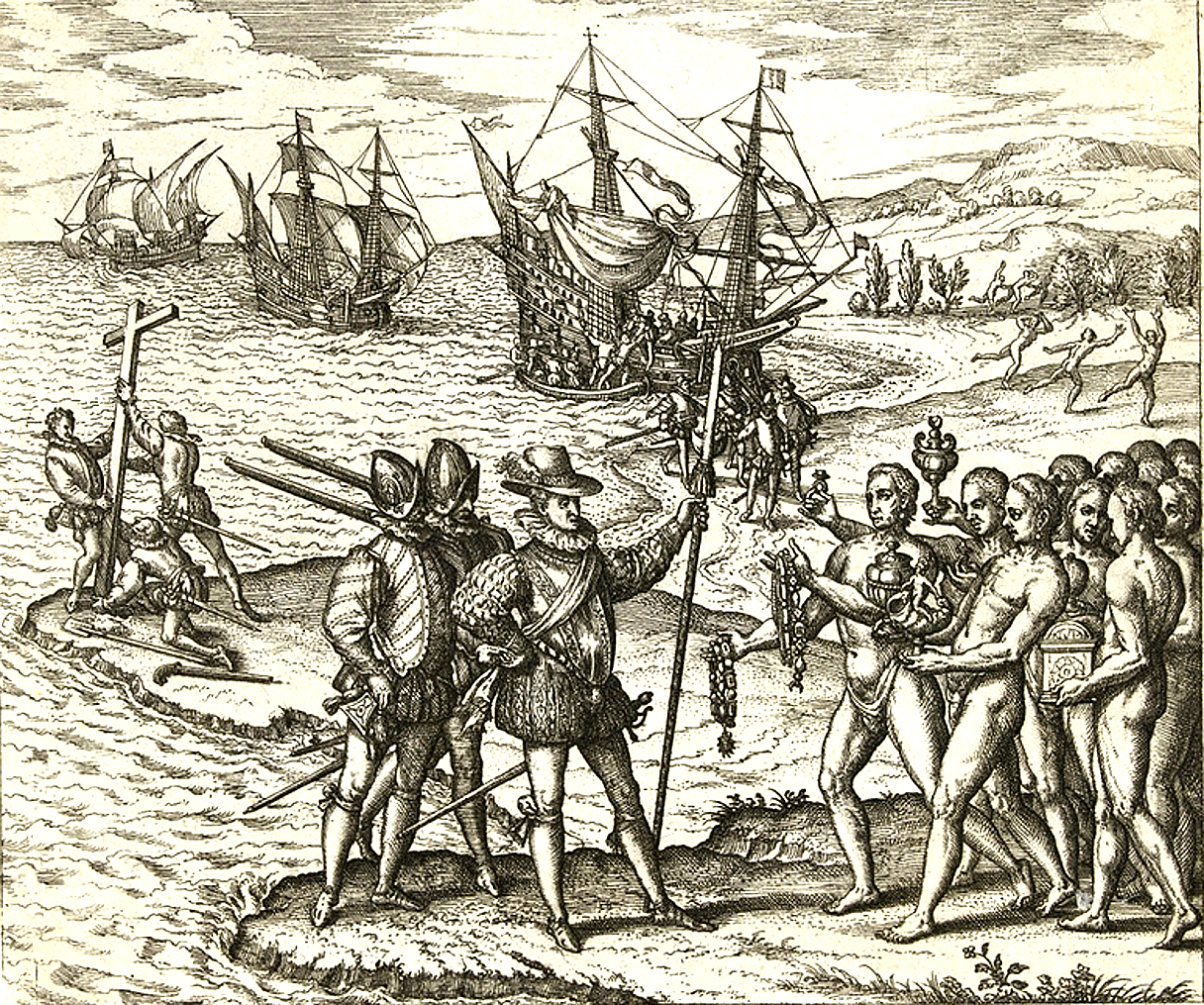
Recreación de la llegada de Colón por Theodor de Bry.

Cristóbal Colón llegó a la isla en su primer viaje a América en 1492. La nao Santa María encalló en la costa nororiental del actual Haití, quedando inservible o zozobrada. Entonces sus maderas se usaron para construir un fortín con empalizada que fue llamado fuerte La Navidad en diciembre de 1492. La isla estaba habitada por asentamientos de población taína, uno de los pueblos prehispánicos arahuacos. La población taína fue la primera que toleró a Colón y su tripulación, colaborando en la construcción del mencionado fuerte en lo que ahora es Môle Saint-Nicolas, en la actual Haití. Sin embargo, durante el tiempo en el que aquel fuerte y sus 39 moradores estuvieron incomunicados con Colón y el resto de las tropas, ocurrió un enfrentamiento entre dichos moradores y los taínos, encabezados por el cacique Caonabó, que supuso la muerte de toda la guarnición española y la destrucción del fuerte. Dicho enfrentamiento se debió fundamentalmente a tres motivos. El primero de ellos fue que aquellos indígenas, como la mayoría de los pueblos amerindios, tenían la costumbre de ofrecer mujeres a modo de obsequio. Si bien los españoles aceptaron las mujeres ofrecidas, desconocían que las mujeres casadas llevaban una especie de falda corta, denominada nagua, lo cual supuso que hubiera cierto malestar entre los autóctonos cuando alguno de los españoles pretendió a una de estas mujeres casadas. El segundo motivo estuvo relacionado con la pena capital que conllevaba el robo en la sociedad taína. Los indígenas iban adornados con numerosas piezas de oro, las cuales solo tenían un valor estético para ellos, pero cuando hubo algún episodio de robo de este oro por ciertos españoles el castigo en la sociedad taína era la muerte. Y, por último, el tercer motivo que llevó al enfrentamiento fue la división de la guarnición del fuerte en dos grupos: un grupo mayoritario, conformado por unos 20 hombres, que fue a buscar oro fuera del fuerte y otro, menor en número, que permaneció en el fuerte.
El sometimiento de la isla comenzó seriamente el año siguiente, cuando 1300 personas llegaron desde España bajo el mando de Bartolomé Colón. 

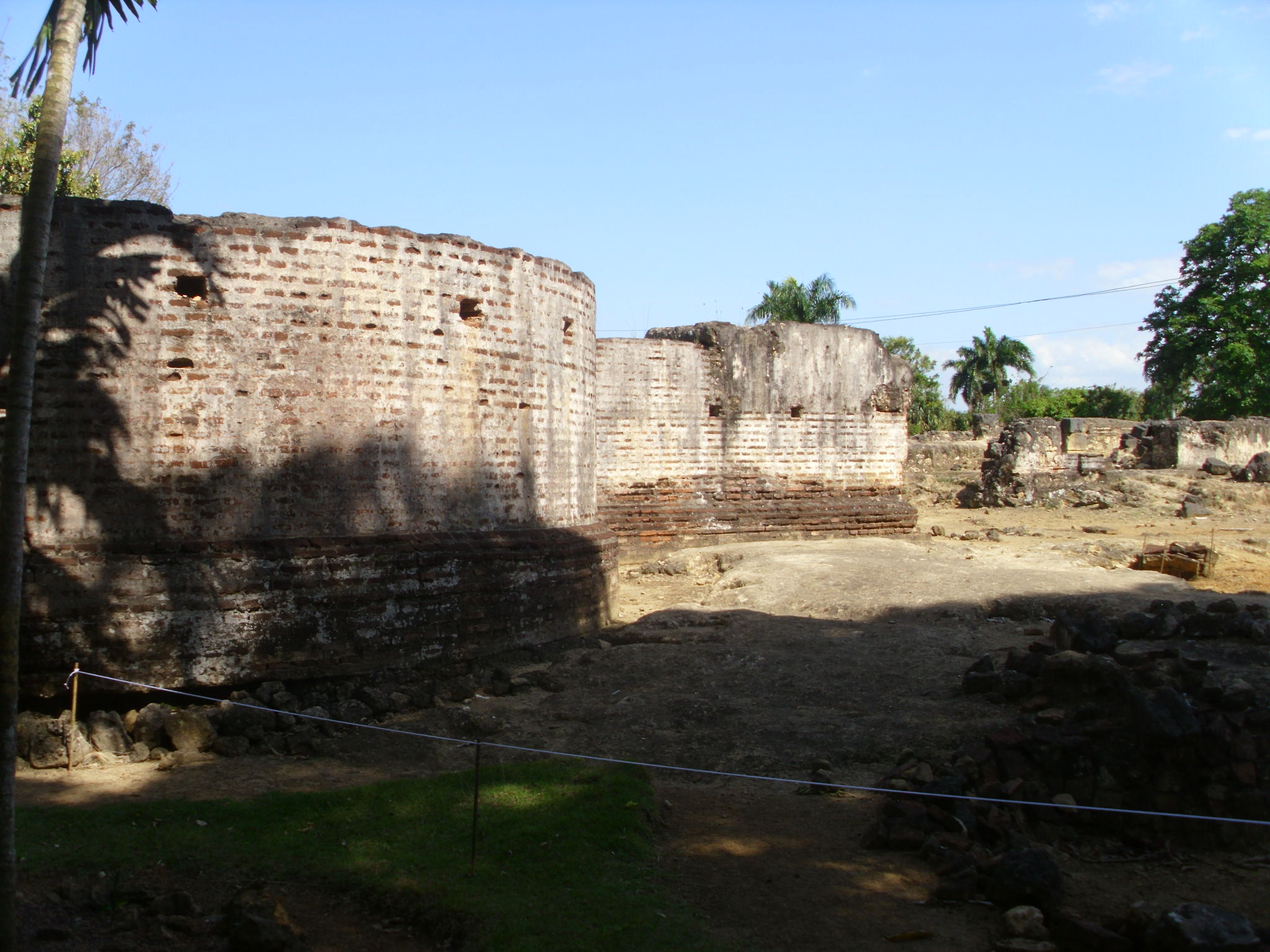
Ruinas de la fortaleza La Concepción, en la Vega Vieja

A su regreso, el año siguiente, tras la destrucción del fuerte y sus defensores muertos, Colón optó entonces por fundar una nueva población unas millas más al este, en la actual República Dominicana, llamada La Isabela en honor a la reina. La construcción comenzó a finales de diciembre de 1493 y la villa fue inaugurada el 6 de enero de 1494. La ciudad fue una mezcla de puerto, astillero, aduana y almacén, a través de la cual se canalizaba todo el tráfico entre la isla y España. A partir de 1496 sus habitantes empezaron a emigrar a otras partes de la isla. Para 1500 había sido abandonada por completo. En la actualidad sus ruinas constituyen un parque arqueológico.
Por orden de Colón, en 1494 se inicia la construcción de la fortaleza La Concepción. La aldea alrededor fue denominada la Concepción de la Vega. Según Bartolomé de Las Casas, Colón quedó maravillado por la belleza del lugar le puso por nombre «La Vega Real». Su desarrollo económico inicial se había de cimentar en la fundición de oro y en el cultivo y procesamiento de la caña de azúcar. Con el tiempo, los recursos auríferos de Concepción de la Vega se agotaron. El crecimiento económico de la ciudad en los tiempos del oro posibilitó un alto nivel adquisitivo en sus habitantes y esto hizo que se asimilara a una ciudad europea. El 2 de diciembre de 1562 la ciudad fue destruida por un terremoto, siendo trasladada a la orilla meridional del río Camú. 

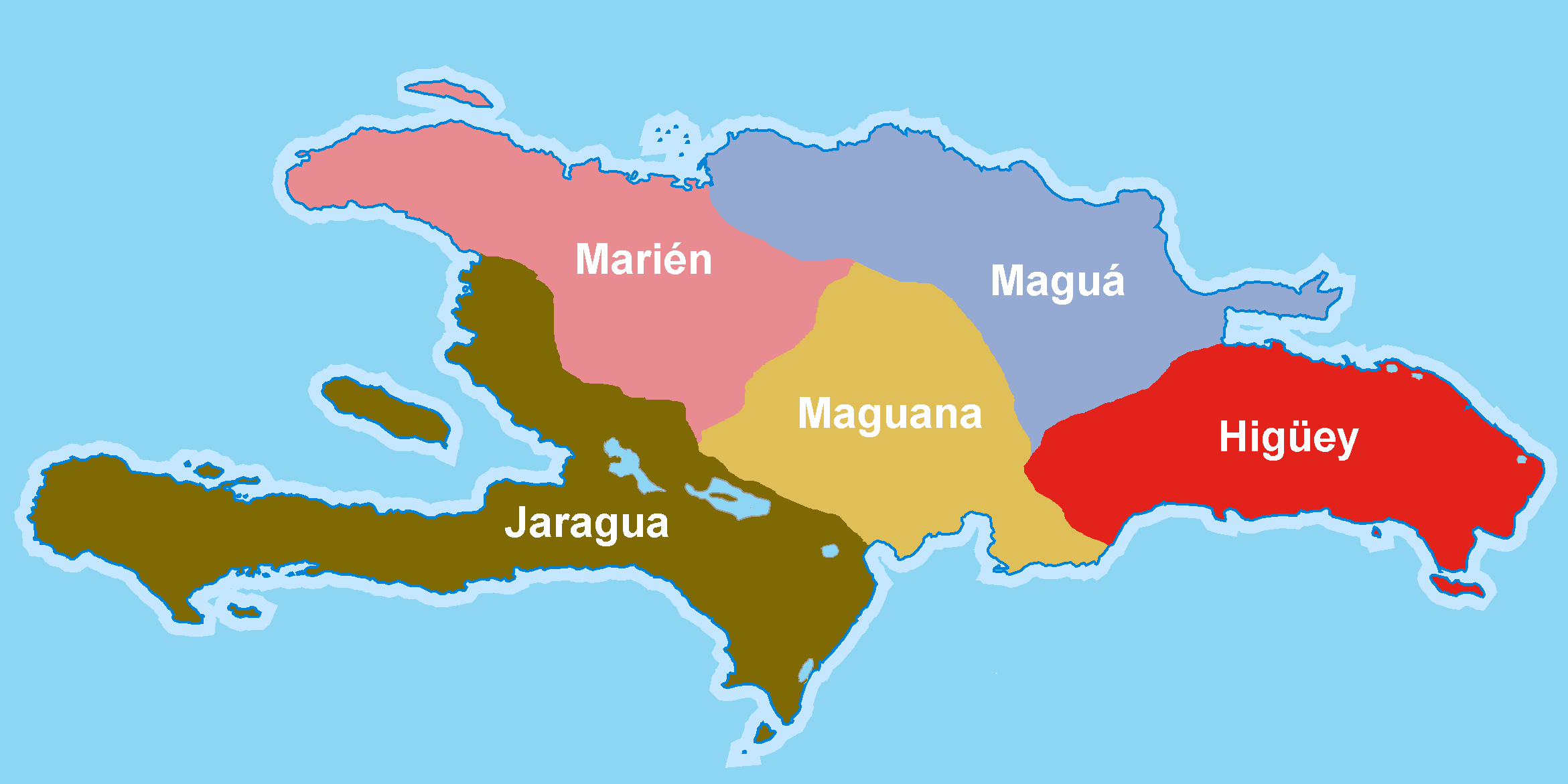
A la llegada de los españoles, la isla estaba dividida en cinco cacicazgos.

En 1498 se fundó el asentamiento de Santo Domingo de Guzmán, en el litoral Caribe al sur de la isla. Después de ser destruida por un huracán en 1502, fue reconstruida al otro lado del río Ozama. Santo Domingo es el asentamiento europeo permanente más antiguo de América.  La población taína isleña fue diezmada rápidamente, debido a una combinación de enfermedades y explotación por los españoles. En 1501, la colonia española empezó a importar población esclava africana,[cita requerida] debido a la falta de mano de obra esclava indígena (diezmo de la población) para la realización del trabajo físico. Los pueblos autóctonos carecían de inmunidad a la viruela y tribus enteras se extinguieron. De una población inicial estimada de 250 000 en 1492, los grupos de población arahuacos se habían reducido a 14 000 para el año 1517. En 1511 fue instalada la Real Audiencia de Santo Domingo, de la cual fue integrante desde 1602 el licenciado Francisco Manso de Contreras.
En 1574, un censo de las Antillas Mayores, reportó 1000 españoles y 12 000 esclavos africanos en La Española. La primera etapa colonial estuvo centrada en la explotación de los yacimientos de oro, y luego en la producción azucarera, la cual cayó en el siglo XVII. Así, los colonos comenzaron la producción de tabaco, jengibre, café y ganado.
A medida que España conquistaba nuevas regiones en el continente americano, su interés en La Española disminuía, y la población insular se estancaba. Por otra parte, en 1561 el establecimiento de la Carrera de Indias limitó el tráfico entre Sevilla y la Española a solo tres barcos anuales que además solo podrían comerciar en Santo Domingo. Esto dejó a los otros puertos de la isla sin posibilidades legítimas de comerciar, abocándolos al contrabando. Por ello, a principios del siglo XVII, la isla y sus vecinas más pequeñas (en particular la isla de la Tortuga) se habían convertido en un bastión para los piratas franceses, ingleses y neerlandeses que surcaban el mar Caribe. 
Numerosas voces reclamaron a la Corona que liberalizase el comercio de los puertos del norte de la Española para evitar su ruina. Sin embargo, la Corona decidió que para acabar con el contrabando lo que hacía falta era un castigo ejemplar y por ello en 1603 ordenó que se arrasase la mitad occidental de la isla y se trasladase a su población al interior, Esta operación, ejecutada por Antonio de Osorio, causó la muerte o la emigración de la mayoría de los habitantes y el ganado de aquella zona. La subsiguiente crisis económica llevó a que, a partir de 1604, fuera necesario el Situado, dinero que la Corona española otorgó a partir del Tesoro de la Nueva España, y que era destinado a pagar los sueldos de los colonizadores en La Española y en Puerto Rico.
Las zonas despobladas fueron aprovechadas por los piratas franceses, ingleses y neerlandeses para asentar bases. En 1665, la colonización francesa de la isla fue reconocida oficialmente por el rey Luis XIV. La colonia francesa le dio el nombre de Saint-Domingue, la cual se convirtió en la actual Haití. En el tratado de Rijswijk de 1697 España cedió formalmente el tercio occidental de la isla a Francia. Saint-Domingue (occidente insular) rápidamente eclipsó al oriente, tanto en riqueza como en población. Apodada la «perla de las Antillas», se hizo la colonia más rica y próspera de las Indias Occidentales y una de las más ricas en el mundo, consolidando su estatus como el puerto más importante de América para los bienes y productos que entraban y salían desde y hacia Europa. Después de la independencia de Haití, todo se revirtió, y Haití se convirtió en uno de los países más pobres de América y la República Dominicana se convirtió en una de las mayores economías de la región caribeña.

## Geografía

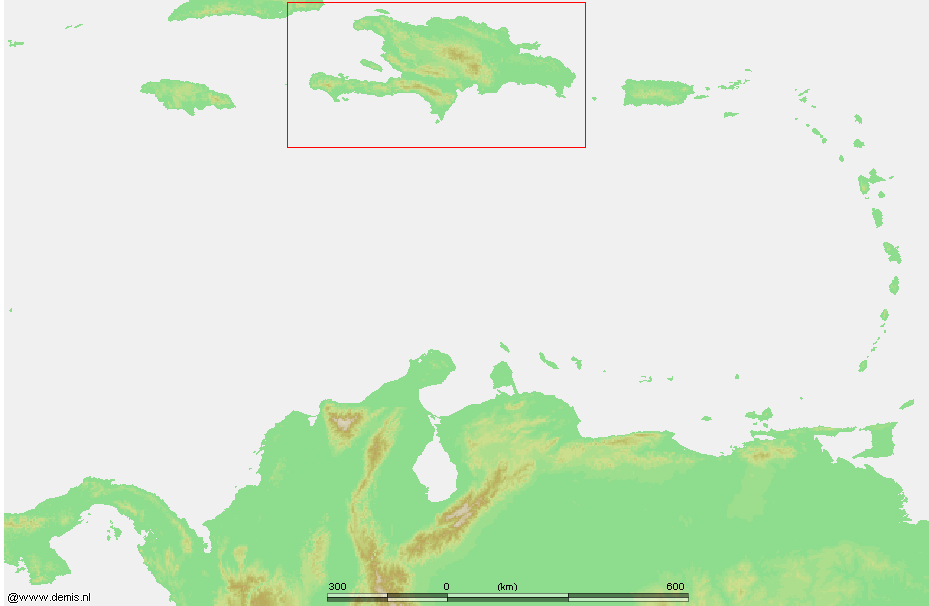
Mapa de localización de La Española.

La Española es la segunda isla más grande de las Antillas y del Caribe en su conjunto (después de Cuba), con una superficie de 76 480 km² (29 530 millas cuadradas). Haití, con 27 500 km² (10 620 millas cuadradas), ocupa el tercio ponentino de la isla, mientras que la República Dominicana, con 48 440 km² (18 704 millas cuadradas), hace lo propio con los tercios central y levantino.
La isla de Cuba se encuentra a 80 kilómetros (50 millas) al noroeste, cruzando el paso de los Vientos, al suroeste se encuentra Jamaica, separada por el canal de Jamaica. Puerto Rico se encuentra al este de La Española a través del canal de la Mona. Las Bahamas y las Islas Turcas y Caicos se encuentran al norte. Al sur se ubica América del Sur, con una extensión de 620 kilómetros que separan la isla del subcontinente, desde la Punta de Picé hasta el Cabo San Román. Su punto más occidental es conocido como Cap Carcasse.
Cuba, La Española, Jamaica y Puerto Rico se conocen colectivamente como las Antillas Mayores. Las Antillas Mayores están compuestas de rocas continentales, a diferencia de las Antillas Menores, que son en su mayoría jóvenes islas volcánicas o de coral.
La Española cuenta con cinco grandes cadenas montañosas: la Cordillera Central, que abarca la parte central insular, que se extiende desde la costa sur de la República Dominicana en el noroeste de Haití, donde se le conoce como el Macizo du Nord. Esta cordillera posee el pico más alto de las Antillas, el pico Duarte, el cual se encuentra a 3087 metros (10 128 pies) sobre el nivel del mar. La cordillera Septentrional corre paralela a la Cordillera Central a través del extremo norte de la República Dominicana, extendiéndose en el océano Atlántico, como la península de Samaná. La cordillera Central y cordillera Septentrional están separadas por las tierras bajas del valle del Cibao y la llanura costera del Atlántico, que se extienden hacia el poniente haitiano como el Nord Plaine du. La menos prominente es la cordillera Oriental, en la parte oriental del país. La sierra de Neiba se levanta en el suroeste de la República Dominicana, y continúa al noroeste de Haití, paralela a la cordillera Central.
La Española posee asimismo el segundo río más largo de las Antillas: el Artibonito.

### Clima y ecología
El clima de La Española es generalmente húmedo y tropical. La isla tiene cuatro ecorregiones diferentes. Los bosques húmedos de La Española cubren aproximadamente el 50 % de la superficie insular, especialmente las partes septentrional y oriental, principalmente en las tierras bajas, pero que se extiende hasta 2100 metros de altitud. Los bosques secos de La Española ocupan aproximadamente el 20 % de la isla, situada en la sombra orográfica de las montañas en las partes meridional y occidental de la isla y en el valle del Cibao en el centro-norte de la isla. Los bosques de pino ocupan el 15 % de la isla, por encima de 850 metros de altitud. Las praderas inundadas en la región centro-sur de la isla rodean una cadena de lagos y lagunas, entre los que se incluyen los lagos Azuei y Trou Caïman en Haití y el cercano lago Enriquillo en la República Dominicana.

### Dualidad forestal

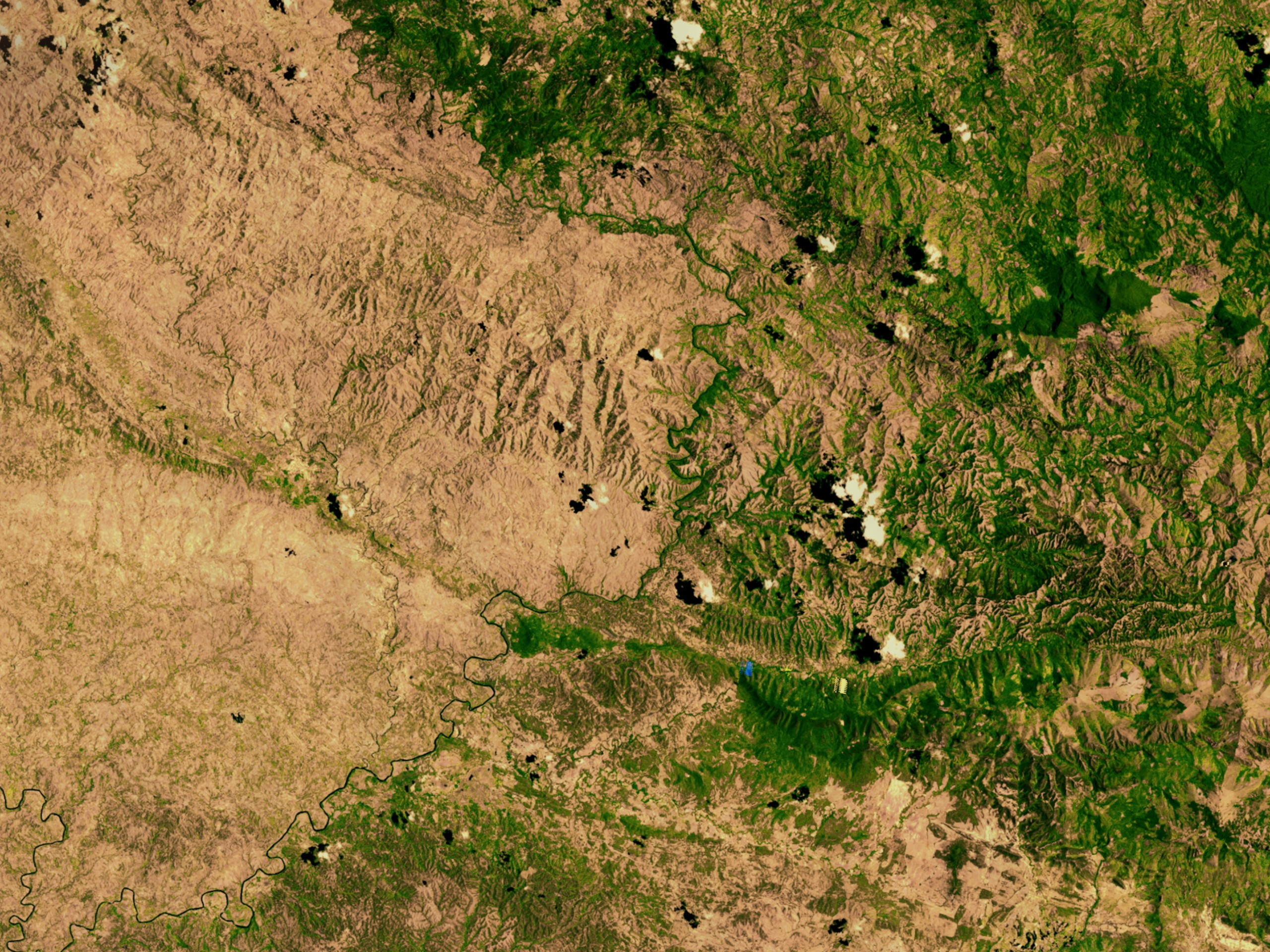
Vista satelital de la frontera domínico-haitiana (República Dominicana en la derecha y Haití en la izquierda) donde se nota a simple vista la diferencia en la cobertura boscosa entre ambos países donde la frontera política está situada.

La isla de La Española se vio sujeta a una fuerte modificación de su hábitats naturales durante el transcurso del siglo XX. Una de estas modificaciones ha sido la reducción de su cobertura boscosa.
Haití ha visto una reducción impresionante de sus bosques, debido al desmedido y creciente uso del carbón como combustible para cocinar, al punto que hoy menos del 2 % del territorio haitiano se conserva como bosques. La consecuencia de esto ha sido que la mayoría de los ríos haitianos se han secado, la fertilidad de sus tierras agrícolas se ha reducido y el territorio haitiano está cada vez más desertificado. En el noroeste extremo, en la península de San Nicolás, existe el desierto más grande en las Antillas y en pleno proceso de expansión gracias a la deforestación generalizada. La mayoría de las cordilleras haitianas están totalmente deforestadas y en muchos casos así las lluvias han eliminado los sedimentos, dejando a la vista la fundación rocosa de las montañas y haciendo irreversible el catastrófico daño ecológico.
En la República Dominicana la situación no solo es menos crítica, sino que por primera vez la cobertura boscosa ha aumentado. En el 2003 la cobertura boscosa dominicana se había reducido hasta el 32 % del territorio, sin embargo para el 2011 se revirtió la tendencia hacia la reducción al aumentar la cobertura boscosa en ocho puntos porcentuales al situarse en casi el 40 % del territorio. Este cambio situó a la República Dominicana entre los pocos y privilegiados países que habían visto un aumento en su cobertura boscosa a inicios del siglo XXI. En el Caribe solo Cuba había visto un aumento también. El éxito del aumento forestal dominicano se debe a varias políticas del Estado dominicano y de organizaciones privadas con ese fin, y una fuerte campaña educacional que ha ocasionado un aumento de la conciencia en el pueblo dominicano de la importancia que tienen los bosques en su bienestar y en el de las demás formas de vida en la isla caribeña.
Para 2021, el 42,8 % del territorio dominicano estaba cubierto por bosques o árboles frutales (se identificaron 1,8 millones de hectáreas de bosque, equivalente a un 37,7 % del territorio, más un 5,1 % de superficie de árboles frutales, tales como café y cacao). Los datos indican, además, que los bosques que más contribuyen con los ecosistemas del país son el húmedo (39,8 %), seco (22,6 %) y semihúmedo (15,2 %). El vecino Haití seguía estancado en el 2 % de su superficie nacional con cobertura arbórea.

## Demografía
La Española es la isla más poblada de América y su población presenta una dualidad étnica, política, cultural, económica y en otros sentidos.
Políticamente está dividida en dos estados: la República Dominicana, que ocupa la mayor parte de la isla caribeña y es la heredera de la provincia española de Santo Domingo; y la República de Haití, que ocupa el tercio occidental de la isla, aproximadamente un cuarto más grande de lo que realmente le correspondía considerando que la frontera colonial no es la que existe hoy.
La República Dominicana es una nación de 10,7 millones de personas, forma parte de Hispanoamérica, todos los dominicanos tienen al español o castellano como idioma materno, la mayoría es de confesión católica y tiene un legado histórico que la une a España y al resto de países hispanos. Haití es una nación de 10,9 millones de habitantes, francófona, aunque solo la minoría mulata habla el francés como lengua materna, mientras la mayoría habla criollo haitiano, el cuarenta por ciento es católico y otro cuarenta por ciento practica el vudú, y tiene un legado histórico que la une a Francia.
La esperanza de vida es de 71,9 años en Haití, y 77,8 años en la República Dominicana, la tasa de alfabetización (mayores de 15 años de edad) es del 52,9 % en Haití y 94 % en la República Dominicana.
| País                 | Densidad de población (hab./km²) | Área (km²) | % superficie | Población (2017) |
| -------------------- | -------------------------------- | ---------- | ------------ | ---------------- |
| República Dominicana | 223                              | 48 310     | 63           | 10 766 998       |
| Haití                | 398                              | 27 680     | 37           | 10 981 229       |

### Composición étnica
La composición étnica de la población dominicana es de un 73 % mulata y mestiza, 16 % blanca y 11 % negra.[cita requerida] La categoría "mulata" está compuesta de una cantidad importante de personas trirraciales (europeo-africano-indígena) en diversos grados de mezcla. 
Según un estudio de ADN mitocondrial de la Universidad de Puerto Rico - recinto Mayagüez, el 15 % de los dominicanos tiene un linaje materno indígena, otro 15 % tiene un linaje materno europeo y el 70 % tiene un linaje materno africano. Estos resultados tan solo evidencian el origen del ADN mitocondrial, el cual se hereda solo por la vía materna, de la población dominicana pero no incorpora los linajes paternos, los cuales se estima que la mayoría de los cromosomas Y dominicanos son de origen europeo, considerando que el mestizaje en toda América, y República Dominicana no es una excepción, se dio entre hombres europeos y mujeres indígenas y/o africanas. [cita requerida]
Se presume que en la población haitiana hay un predominio de linajes africanos por la vía materna (ADN mitocondrial) al igual que por la vía paterna (cromosoma Y) considerando que allí el 95 % de la población es negra y solo un 5 % está compuesta por mulatos. Los haitianos hicieron una limpieza étnica en 1804 aniquilando a toda la población insular francesa y la mayoría de los blancos, expulsando a los supervivientes. Posteriormente se sancionaron leyes hostiles hacia los blancos, limitando la migración de estos a Haití y, por consiguiente, el potencial de mestizaje.
En épocas recientes, investigadores dominicanos y puertorriqueños identificaron en la actual población dominicana la presencia de genes pertenecientes a los aborígenes de las islas Canarias (comúnmente llamados guanches). Este tipo de genes también se han detectado en Puerto Rico.

## Economía
La Española tiene la economía más grande de las Antillas, sin embargo la mayor parte del desarrollo económico se encuentra en la República Dominicana, siendo la economía dominicana mucho más industrializada, sectorizada, bancarizada y organizada que la economía haitiana.
En 2019, el producto interno bruto en términos (PPA) de la República Dominicana era de 200 639 millones de dólares mientras que el de Haití era de 19 300 millones de dólares. Es decir, que el PIB  per cápita (PPA) de República Dominicana es de 19 291 dólares mientras el de Haití es de 1890 dólares. Las diferencias entre el nivel de desarrollo económico de la República Dominicana y Haití hace de sus fronteras las de mayor contraste de todas las fronteras terrestres del continente americano y evidencia que República Dominicana sufre una de las presiones migratorias más altas en el mismo.
La economía dominicana se sostiene en cuatro pilares principales: el turismo, la industria, la agroindustria, y los servicios financieros. El sector turístico dominicano es el más grande y dinámico en las Antillas, el país  recibe anualmente cerca de 7 millones de turistas. República Dominicana, también posee el sector industrial más grande y sólido en la región caribeña,  el mercado de consumo más grandes de toda la región. Ha habido un aumento significativo de los locales de supermercados, grandes cadenas de tiendas, plazas comerciales, franquicias, etc. El 72 % de la población dominicana pertenece a los sectores medio (44 %) y acomodado (28 %).
La economía haitiana es de las más frágiles en América, con unos índices de pobreza enormes y un poder adquisitivo demasiado bajo para sostener un nivel de consumo adecuado, que pueda mantener el equilibrio económico, por ello tiene varios problemas que limitan el desarrollo haitiano a medio plazo. Sin embargo, entre República Dominicana y Haití existe un importante intercambio comercial, al punto que en 2010 Haití fue el destino del 12 % de las exportaciones dominicanas. Sin embargo, la falta de equilibrio en el desarrollo económico entre las dos naciones hace que Haití no pueda ofrecer una gama tan grande de productos como los que ofrece la República Dominicana, por lo tanto las exportaciones haitianas hacia la República Dominicana eran de apenas 16 millones de dólares (equivalente a 1,8 % de las exportaciones dominicanas hacia Haití), evidenciando que el intercambio comercial domínico-haitiano favorece por mucho a la economía dominicana.